# Karl Dönch
Karl Dönch (Hagen (Renània del Nord-Westfàlia), 8 de gener, 1915 - Viena 16 de setembre, 1994), va ser un baix-baríton i actor d'òpera germano-austríac. Com a cantant de cambra va actuar a l'Òpera Estatal de Viena des de 1947 i al Festival de Salzburg des de 1951. De 1973 a 1987, va ser director de la Volksoper de Viena.

## Biografia
Karl Dönch va estudiar música, cant i interpretació al Conservatori de Dresden. El 1936, va rebre el seu primer contracte a Görlitz, on va debutar com el Dr. Bartolo a El barber de Sevilla. El 1937, va cantar per primera vegada el paper de Beckmesser a l'òpera Els mestres cantaires de Nuremberg de Richard Wagner a Görlitz. Aquest paper es convertiria més tard en un dels seus papers estrella, amb el qual també va gaudir d'un gran èxit internacional. Després de compromisos a Reichenberg (1939–1941) i Bonn (1942–1944), finalment va trobar un altre compromís al Teatre Estatal de Salzburg, on va treballar com a cantant i director d'òpera en cap de 1945 a 1947. Al mateix temps, va dirigir una classe d'òpera al Mozarteum de 1945 a 1947.
El 1946, va aparèixer per primera vegada al Festival de Salzburg, interpretant el paper de Dünner Vetter a Jedermann, de Hugo von Hofmannsthal. El 1947, va començar el seu compromís a l'Òpera Estatal de Viena. Durant més de 20 anys, va actuar alternativament als Festivals de Salzburg i Bregenz.
Des del 1981 fins a la seva mort, Dönch va estar casat amb la cantant d'òpera i opereta Sonja Mottl. Dönch està enterrat en una tomba honorífica dedicada per la ciutat de Viena al cementiri central de Viena, al Grup 40.